# Campeonato Mundial de Carrera en Ruta de 2006
El Campeonato Mundial de Carrera en Ruta Debrecen 2006 fue una competición de 20 kilómetros organizada por la Asociación Internacional de Federaciones de Atletismo (IAAF en inglés) que reemplazó a los Campeonatos Mundiales de Media Maratón que se venían realizando desde 1992 hasta 2005. La decimoquinta edición tuvo lugar el día 8 de octubre de 2006 en Debrecen, Hungría. Contó con la participación de 140 atletas provenientes de 39 países. La carrera femenina comenzó a las 11:00 tiempo local, mientras que la masculina dio inicio a las 13:00 horas.

## Medallero
| Evento                 | Oro                                      | Plata                                        | Bronce                               |
| ---------------------- | ---------------------------------------- | -------------------------------------------- | ------------------------------------ |
| Individual             |                                          |                                              |                                      |
| 20 km marcha masculina | Zersenay Tadesse Eritrea 56:01           | Robert Kipkorir Kipchumba Kenia 56:41        | Wilson Kiprotich Kebenei Kenia 57:15 |
| 20 km marcha femenina  | Lornah Kiplagat · Países Bajos · 1:03:21 | Constantina Diţă-Tomescu · Rumania · 1:03:23 | Rita Sitienei Jeptoo Kenia 1:03:47   |
| Por equipos            |                                          |                                              |                                      |
| 20 km marcha masculina | Kenia 2:51:18                            | Eritrea 2:53:19                              | Etiopía 2:54:17                      |
| 20 km marcha femenina  | Kenia 3:15:55                            | Etiopía 3:18:50                              | Japón 3:19:00                        |

## Resultados

### 20 km marcha masculina
Los resultados de la carrera de 20 km marcha masculina fueron los siguientes:
| Pos.                                | Nombre                    | País                 | Tiempo  | Notas                 |
| ----------------------------------- | ------------------------- | -------------------- | ------- | --------------------- |
| Medalla de oro, Juegos Olímpicos    | Zersenay Tadese           | Eritrea              | 56:01   | Récord del campeonato |
| Medalla de plata, Juegos Olímpicos  | Robert Kipkorir Kipchumba | Kenia                | 56:41   | Récord nacional       |
| Medalla de bronce, Juegos Olímpicos | Wilson Kiprotich Kebenei  | Kenia                | 57:15   |                       |
| 4                                   | Wilson Busienei           | Uganda               | 57:21   | Récord nacional       |
| 5                                   | Wilfred Taragon           | Kenia                | 57:22   |                       |
| 6                                   | Deriba Merga              | Etiopía              | 57:27   |                       |
| 7                                   | Tadesse Tola              | Etiopía              | 57:27   |                       |
| 8                                   | Mubarak Hassan Shami      | Catar                | 57:33   | Récord nacional       |
| 9                                   | Dieudonné Disi            | Ruanda               | 57:42   | Récord nacional       |
| 10                                  | Yonas Kifle               | Eritrea              | 57:49   |                       |
| 11                                  | Ryan Hall                 | Estados Unidos       | 57:54   |                       |
| 12                                  | Dickson Marwa             | Tanzania             | 58:19   |                       |
| 13                                  | Martín Toroitich          | Uganda               | 58:26   |                       |
| 14                                  | Essa Ismail Rashed        | Catar                | 58:31   |                       |
| 15                                  | Cuthbert Nyasango         | Zimbabue             | 58:43   |                       |
| 16                                  | Jamal Bilal Salem         | Catar                | 58:55   |                       |
| 17                                  | Fred Mogaka               | Kenia                | 59:07   |                       |
| 18                                  | Lusapho April             | Sudáfrica            | 59:09   |                       |
| 19                                  | James Theuri              | Francia              | 59:11   |                       |
| 20                                  | Demssew Tsega             | Etiopía              | 59:23   |                       |
| 21                                  | Tesfayohannes Mesfen      | Eritrea              | 59:29   |                       |
| 22                                  | Iván Hierro               | España               | 59:29   |                       |
| 23                                  | Migidio Bourifa           | Italia               | 59:37   |                       |
| 24                                  | James Kibet               | Uganda               | 59:40   |                       |
| 25                                  | Antonello Petrei          | Italia               | 59:45   |                       |
| 26                                  | Patrick Musyoki           | Kenia                | 59:54   |                       |
| 27                                  | Kazuo Ietani              | Japón                | 59:56   |                       |
| 28                                  | Stephen Rogart            | Tanzania             | 1:00:03 |                       |
| 29                                  | Sultán Khamis Zaman       | Catar                | 1:00:07 |                       |
| 30                                  | Andrew Carlson            | Estados Unidos       | 1:00:12 |                       |
| 31                                  | Moulay Ali Ouadih         | Francia              | 1:00:15 |                       |
| 32                                  | Masayuki Tomura           | Japón                | 1:00:24 |                       |
| 33                                  | Enos Matalane             | Sudáfrica            | 1:00:25 |                       |
| 34                                  | Max King                  | Estados Unidos       | 1:00:26 |                       |
| 35                                  | Masatoshi Ibata           | Japón                | 1:00:30 |                       |
| 36                                  | Ibrahim Fouliyeh          | Francia              | 1:00:43 |                       |
| 37                                  | Juan Vargas               | México               | 1:00:45 |                       |
| 38                                  | Henryk Szost              | Polonia              | 1:00:51 |                       |
| 39                                  | Iván Galán                | España               | 1:00:55 |                       |
| 40                                  | Sergey Rybin              | Rusia                | 1:00:57 |                       |
| 41                                  | Francis Kirwa             | Finlandia            | 1:00:57 |                       |
| 42                                  | João de Lima              | Brasil               | 1:00:59 |                       |
| 43                                  | Rafael Iglesias           | España               | 1:01:00 |                       |
| 44                                  | Adriano Fortes            | Brasil               | 1:01:05 |                       |
| 45                                  | Martín Dent               | Australia            | 1:01:15 |                       |
| 46                                  | Jussi Utriainen           | Finlandia            | 1:01:24 |                       |
| 47                                  | Kahsay Kidane             | Eritrea              | 1:01:34 |                       |
| 48                                  | Norman Dlomo              | Sudáfrica            | 1:01:37 |                       |
| 49                                  | Fabio Mascheroni          | Italia               | 1:01:38 |                       |
| 50                                  | Elson Gracioli            | Brasil               | 1:01:53 |                       |
| 51                                  | Pablo López               | España               | 1:01:56 |                       |
| 52                                  | Juan Carlos Romero        | México               | 1:01:57 |                       |
| 53                                  | Gian Marco Buttazzo       | Italia               | 1:02:00 |                       |
| 54                                  | Tamás Tóth                | Hungría              | 1:02:04 |                       |
| 55                                  | Joseph Driscoll           | Estados Unidos       | 1:02:11 |                       |
| 57                                  | Cian McLoughlin           | Irlanda              | 1:02:22 |                       |
| 58                                  | Ernesto Zamora            | Uruguay              | 1:02:23 |                       |
| 59                                  | Tomonori Michikata        | Japón                | 1:02:29 |                       |
| 60                                  | Mphuthumi Ngedle          | Sudáfrica            | 1:02:34 |                       |
| 61                                  | Balázs Csillag            | Hungría              | 1:02:45 |                       |
| 62                                  | George Mofokeng           | Sudáfrica            | 1:02:59 |                       |
| 63                                  | Simon Munyutu             | Francia              | 1:03:00 |                       |
| 64                                  | Mohamed Abou Serea        | Egipto               | 1:03:01 |                       |
| 65                                  | Kazuyoshi Shimozato       | Japón                | 1:03:03 |                       |
| 66                                  | Alex Malinga              | Uganda               | 1:03:06 |                       |
| 67                                  | Christian Pflügl          | Austria              | 1:03:07 |                       |
| 68                                  | Igor Teteryukov           | Bielorrusia          | 1:03:14 |                       |
| 68                                  | Rik Ceulemans             | Bélgica              | 1:03:14 |                       |
| 69                                  | Martín Beckmann           | Alemania             | 1:03:19 |                       |
| 70                                  | Joe McAlister             | Irlanda              | 1:03:36 |                       |
| 71                                  | Solomon Tsige             | Etiopía              | 1:03:48 |                       |
| 72                                  | Fernando Cabada Jr.       | Estados Unidos       | 1:03:52 |                       |
| 73                                  | Aleksandr Moh             | Kirguistán           | 1:04:31 |                       |
| 74                                  | Roland Kedves             | Hungría              | 1:04:52 |                       |
| 75                                  | András Juhász             | Hungría              | 1:05:18 |                       |
| 76                                  | Dániel Soos               | Hungría              | 1:07:18 |                       |
| 77                                  | Wilson Aquiro             | República Dominicana | 1:07:49 |                       |
| 78                                  | Mark Brown                | Gibraltar            | 1:12:11 |                       |
| 79                                  | Badboni El-Safadi         | Palestina            | 1:41:15 |                       |
| —                                   | Paulo dos Santos          | Brasil               | DNF     |                       |
| —                                   | Yared Asmeron             | Eritrea              | DNF     |                       |
| —                                   | Lishan Yegezu             | Etiopía              | DNF     |                       |
| —                                   | Nicholas Kemboi           | Catar                | DNF     |                       |
| —                                   | Martín Hhaway Sulle       | Tanzania             | DNS     |                       |

### 20 km marcha femenina
Los resultados de la carrera de 20 km marcha femenina fueron los siguientes:
| Pos.                                | Nombre                   | País           | Tiempo  | Notas           |
| ----------------------------------- | ------------------------ | -------------- | ------- | --------------- |
| Medalla de oro, Juegos Olímpicos    | Lornah Kiplagat          | Países Bajos   | 1:03:21 | Récord mundial  |
| Medalla de plata, Juegos Olímpicos  | Constantina Tomescu      | Rumania        | 1:03:23 | Récord nacional |
| Medalla de bronce, Juegos Olímpicos | Rita Jeptoo              | Kenia          | 1:03:47 | Récord de área  |
| 4                                   | Dire Tune                | Etiopía        | 1:05:16 | Récord nacional |
| 5                                   | Edith Masai              | Kenia          | 1:05:21 |                 |
| 6                                   | Kayoko Fukushi           | Japón          | 1:05:32 | Récord nacional |
| 7                                   | Yurika Nakamura          | Japón          | 1:05:36 |                 |
| 8                                   | Natalya Berkut           | Ucrania        | 1:05:42 |                 |
| 9                                   | Souad Aït Salem          | Argelia        | 1:06:11 |                 |
| 10                                  | Teyba Erkesso            | Etiopía        | 1:06:15 |                 |
| 11                                  | Anikó Kálovics           | Hungría        | 1:06:20 |                 |
| 12                                  | Gulnara Vygovskaya       | Rusia          | 1:06:30 |                 |
| 13                                  | Natalya Kurbatova        | Rusia          | 1:06:33 |                 |
| 14                                  | Eunice Jepkorir          | Kenia          | 1:06:47 |                 |
| 15                                  | Irina Timofeyeva         | Rusia          | 1:07:10 |                 |
| 16                                  | Luminița Talpoș          | Rumania        | 1:07:11 |                 |
| 17                                  | Ashu Kasim               | Etiopía        | 1:07:19 |                 |
| 18                                  | Anna Thompson            | Australia      | 1:07:23 |                 |
| 19                                  | Ryoko Kizaki             | Japón          | 1:07:52 |                 |
| 20                                  | Masami Sakata            | Japón          | 1:08:13 |                 |
| 21                                  | Olesya Syreva            | Rusia          | 1:08:14 |                 |
| 22                                  | Simona Staicu            | Hungría        | 1:08:17 |                 |
| 23                                  | Alina Ivanova            | Rusia          | 1:08:27 |                 |
| 24                                  | Beáta Rakonczai          | Hungría        | 1:08:38 |                 |
| 25                                  | Mulu Seboka              | Etiopía        | 1:08:59 |                 |
| 26                                  | Gloria Marconi           | Italia         | 1:09:05 |                 |
| 27                                  | Susan Partridge          | Reino Unido    | 1:09:17 |                 |
| 28                                  | Lidia Simon              | Rumania        | 1:09:22 |                 |
| 29                                  | Adriana Pirtea           | Rumania        | 1:09:30 |                 |
| 30                                  | Silvia Sommaggio         | Italia         | 1:09:33 |                 |
| 31                                  | Kirsten Melkevik Otterbu | Noruega        | 1:09:37 |                 |
| 32                                  | Justyna Bak              | Polonia        | 1:09:48 |                 |
| 33                                  | Paula Todorán            | Rumania        | 1:09:57 |                 |
| 34                                  | Živilė Balčiūnaitė       | Lituania       | 1:10:10 |                 |
| 35                                  | Ivana Iozzia             | Italia         | 1:10:27 |                 |
| 36                                  | Selma Borst              | Países Bajos   | 1:10:37 |                 |
| 37                                  | Lisa Weightman           | Australia      | 1:10:51 |                 |
| 38                                  | Wendy Nicholls/Jones     | Reino Unido    | 1:10:55 |                 |
| 39                                  | Hafida Gadi-Richard      | Francia        | 1:11:07 |                 |
| 40                                  | Annie Bersagel           | Estados Unidos | 1:11:25 |                 |
| 41                                  | Ann Alyanak              | Estados Unidos | 1:11:48 |                 |
| 42                                  | Erin Nehus               | Estados Unidos | 1:11:51 |                 |
| 43                                  | Desireé Davila           | Estados Unidos | 1:11:56 |                 |
| 44                                  | Lauren Shelley           | Australia      | 1:12:22 |                 |
| 45                                  | María Rodrigues          | Brasil         | 1:12:26 |                 |
| 46                                  | Yodit Mehari             | Eritrea        | 1:12:27 |                 |
| 47                                  | Merel de Knegt           | Países Bajos   | 1:12:32 |                 |
| 48                                  | Sonja Friend-Uhl         | Estados Unidos | 1:12:41 |                 |
| 49                                  | Stefania Benedetti       | Italia         | 1:12:57 |                 |
| 50                                  | Susana Díaz Escobar      | México         | 1:13:09 |                 |
| 51                                  | Petra Teveli             | Hungría        | 1:13:24 |                 |
| 52                                  | María Silva              | Brasil         | 1:14:13 |                 |
| 53                                  | Rosa Barbosa             | Brasil         | 1:14:30 |                 |
| 54                                  | Antonia da Silva         | Brasil         | 1:15:16 |                 |
| 55                                  | Zsuzsanna Vajda          | Hungría        | 1:18:56 |                 |
| 56                                  | Sara Abou Hassan         | Egipto         | 1:19:55 |                 |
| 57                                  | María Laura Bazallo      | Uruguay        | 1:20:58 |                 |

## Resultados por equipos

### 20 km marcha masculina
La clasificación final por equipos de la carrera de 20 km marcha masculina fue la siguiente:
| Rank                                | País           | Equipo                                                             | Tiempo  |
| ----------------------------------- | -------------- | ------------------------------------------------------------------ | ------- |
| Medalla de oro, Juegos Olímpicos    | Kenia          | Robert Kipkorir Kipchumba Wilson Kiprotich Kebenei Wilfred Taragon | 2:51:18 |
| Medalla de plata, Juegos Olímpicos  | Eritrea        | Zersenay Tadesse Yonas Kifle Tesfayohannes Mesfen                  | 2:53:19 |
| Medalla de bronce, Juegos Olímpicos | Etiopía        | Deriba Merga Tadesse Tola Demssew Tsega                            | 2:54:17 |
| 4                                   | Catar          | Mubarak Hassan Shami Essa Ismail Rashed Jamal Bilal Salem          | 2:54:59 |
| 5                                   | Uganda         | Wilson Busienei Martin Toroitich James Kibet                       | 2:55:27 |
| 6                                   | Estados Unidos | Ryan Hall Andrew Carlson Max King                                  | 2:58:32 |
| 7                                   | Francia        | James Theuri Moulay Ali Ouadih Ibrahim Fouliyeh                    | 3:00:09 |
| 8                                   | Japón          | Kazuo Ietani Masayuki Tomura Masatoshi Ibata                       | 3:00:50 |
| 9                                   | Italia         | Migidio Bourifa Antonello Petrei Fabio Mascheroni                  | 3:01:00 |
| 10                                  | Sudáfrica      | Lusapho April Enos Matalane Norman Dlomo                           | 3:01:11 |
| 11                                  | España         | Iván Hierro Iván Galán Rafael Iglesias                             | 3:01:24 |
| 12                                  | Brasil         | João de Lima Adriano Fortes Elson Gracioli                         | 3:03:57 |
| 13                                  | Hungría        | Tamás Tóth Balázs Csillag Roland Kedves                            | 3:09:41 |

### 20 km marcha femenina
La clasificación final por equipos de la carrera de 20 km marcha femenina fue la siguiente:
| Rank                                | País           | Equipo                                                | Tiempo  |
| ----------------------------------- | -------------- | ----------------------------------------------------- | ------- |
| Medalla de oro, Juegos Olímpicos    | Kenia          | Rita Sitienei Jeptoo Edith Masai Eunice Jepkorir      | 3:15:55 |
| Medalla de plata, Juegos Olímpicos  | Etiopía        | Dire Tune Teyba Erkesso Ashu Kasim                    | 3:18:50 |
| Medalla de bronce, Juegos Olímpicos | Japón          | Kayoko Fukushi Yurika Nakamura Ryoko Kizaki           | 3:19:00 |
| 4                                   | Rumania        | Constantina Diţă-Tomescu Luminița Talpoș Lidia Simon  | 3:19:56 |
| 5                                   | Rusia          | Gulnara Vygovskaya Natalya Kurbatova Irina Timofeyeva | 3:20:13 |
| 6                                   | Hungría        | Anikó Kálovics Simona Staicu Beáta Rakonczai          | 3:23:15 |
| 7                                   | Países Bajos   | Lornah Kiplagat Selma Borst Merel de Knegt            | 3:26:30 |
| 8                                   | Italia         | Gloria Marconi Silvia Sommaggio Ivana Iozzia          | 3:29:05 |
| 9                                   | Australia      | Anna Thompson Lisa Weightman Lauren Shelley           | 3:30:36 |
| 10                                  | Estados Unidos | Annie Bersagel Ann Alyanak Erin Nehus                 | 3:35:04 |
| 11                                  | Brasil         | Maria Rodrigues Maria Silva Rosa Barbosa              | 3:41:09 |

## Participación
El campeonato contó con la participación de 140 atletas (83 hombres y 57 mujeres) de 39 países.
- Alemania
- Argelia
- Australia
- Austria
- Bielorrusia
- Bélgica
- Brasil
- Catar
- Egipto
- Eritrea
- España
- Estados Unidos
- Etiopía
- Finlandia
- Francia
- Gibraltar
- Hungría
- Irlanda
- Italia
- Japón
- Kenia
- Kirguistán
- Lituania
- México
- Noruega
- Países Bajos
- Palestina
- Polonia
- Reino Unido
- República Dominicana
- Rumania
- Rusia
- Ruanda
- Sudáfrica
- Tanzania
- Uganda
- Ucrania
- Uruguay
- Zimbabue